# Betulina
Betulina — рід грибів родини Hyaloscyphaceae. Назва вперше опублікована 1947 року.

## Класифікація
До роду Betulina відносять 2 види:
- Betulina fuscostipitata
- Betulina hirta